# Bコーポレーション (民間認証制度)

Bコーポレーション認証ロゴマーク。B Lab によって認定された企業のみが使用できる。

Bコーポレーション(英：B Corporation) (B Corp、Bコープ) は、米国の非営利団体である B Labによって、社会や環境に対する積極的インパクトが認証された営利企業である。2024年2月現在、96か国、162業種にわたって8,254のBコーポレーション認定企業が存在する。
同じくB Corpと略されるベネフィット・コーポレーションとは別の概念である。

## 概要
Bコーポレーションの認証は、2006年に米国ペンシルバニア州で設立された非営利団体であるB Labが行っている。
Bコーポレーション認証は、従業員の福利厚生から慈善事業、サプライチェーンの慣行、投入資材に至るまで、企業が裏付けあるパフォーマンス(verified performance)や説明責任、透明性を高水準で満たしていることを認定するものであるとされる。
認証を取得するためには、B Labが提供するBインパクトアセスメント（The B Impact Assessment）で200点満点中80点以上を獲得したうえで、企業定款をBコーポレーションの理念に沿った形に変更し、年間売上高に応じた年会費をB Labに支払う必要がある 。認証を維持するためには、3年ごとにスコアを再提出しなければならない。
Bインパクトアセスメントは、ガバナンス、従業員、コミュニティ、環境、顧客の5分野で当該企業のベネフィットへの取り組みを評価するものであり、企業規模や組織形態によって内容が異なる。アセスメント内容は、社会動向や世界のサステナビリティ基準の更新などに伴い、繰り返し改訂されている。

## ベネフィット・コーポレーションとの関係
Bコーポレーションは非営利団体による民間認証であり、法的枠組みはない。
ベネフィット・コーポレーションは、米国各州の会社法で定められた法人形態であり、2010年4月にメリーランド州で初めて導入されて以降、各州でベネフィット・コーポレーションの法制化が進んでいる。米国の会社法は州法であるので、会社法で規定されるベネフィット・コーポレーションの形態も州ごとに異なる。
なお、ベネフィット・コーポレーションが法制化されている地域によってはBコーポレーション認証保持の要件としてベネフィット・コーポレーションになる必要が出てくるほか、Bコーポレーションの認証を行う非営利団体BLabは各自治体でベネフィット・コーポレーションの法制化に向けたロビー活動を行っている。